# Майский (Мошковский район)
Майский — посёлок в Мошковском районе Новосибирской области. Входит в состав Сокурского сельсовета. 

## География
Площадь посёлка — 4 гектара.

## Население
| 2002 | 2007 | 2010 |
| ---- | ---- | ---- |
| 0    | ↗5   | ↘3   |

## Инфраструктура
В посёлке по данным на 2007 год отсутствует социальная инфраструктура.